# Flanger
| Example of flanging                              |
|                                                  |
| A short sample followed by two flanging versions |
|                                                  |

El flanger és un efecte de so que té lloc quan es barregen dos senyals idèntics, on a un d'aquests se li aplica un petit retard (delay) que pot canviar de període (normalment més petit que 20 mil·lisegons). Això produeix un efecte de comb filter (filtre de pinta): es produeixen pics i talls en l'espectre freqüencial, relacionats entre si en una sèrie harmònica lineal. Variar el temps de retard fa que aquests escombrin amunt i avall en l'espectre freqüencial. Un flanger és una unitat d'efectes que crea aquest tipus d'efecte.
Una part del senyal de sortida acostuma a tornar a l'entrada, produint així un efecte de ressonància que fa destacar encara més la intensitat dels pics i talls. La fase del senyal que torna a entrar, a vegades s'inverteix, aconseguint així un altre tipus de flanger.

## Origen
La persona escolta un efecte d'escombrat, un tub de drenatge, un swoosh o un avió, ja que la suma i diferència dels harmònics que van canviant es creen de manera anàloga a l'ús d'un filtre de notch variable. La paraula "flanging" prové d'un dels primers mètodes que es feien servir per a poder produir aquest efecte. El resultat final es grava de manera simultània en dues màquines de cinta i, després, es reprodueix de manera sincronitzada. La sortida de les dues gravadores s'envia a una tercera. L'enginyer baixa la velocitat d'una d'elles prement lleugerament el seu dit a la brida (o flange en anglès) de la bovina. L'efecte de tub de drenatge o swoosh escombra en una direcció i la reproducció d'aquesta gravadora es manté una mica per darrere de l'altra quan s'aixeca el dit. L'acció de prémer el dit a la brida de l'altra gravadora, l'efecte es mou cap enrere mentre les dues reproduccions es van sincronitzant.
George Martin, el productor dels Beatles, en canvi, va atribuir-se el terme a ell i a John Lennon.
Tot i les disputes sobre qui va originar el flanger, Les Paul va descobrir l'efecte a finals de la dècada de 1940 i 1950; tanmateix, va fer la majoria dels seus primers experiments de fase amb discs d'acetat en tocadiscs de velocitat variable. A "Mammy's Boogie" (1952) va utilitzar dues gravadores, una amb control de velocitat variable. La primera cançó d'èxit amb un efecte de flanger molt perceptible va ser el tema "The Big Hurt" (1959) de Toni Fisher. Townsend va idear l'automatic double tracking (ADT)
El desenvolupament posterior de l'efecte se li atribueix a Ken Townsend, enginyer de l'EMI 's Abbey Road Studio, que va començar un procés a la primavera del 1966. Cansat de regravar pistes vocals, John Lennon va preguntar a Townsend si existia alguna manera en què els Beatles poguessin obtenir el so de veus doblades sense haver de gravar-les. Townsend va ideat l'''automatic double tracking'' (ADT). Segons l'historiador Mark Lewisohn, va ser Lennon qui va donar el nom de flanger per primera vegada a aquesta tècnica. Lennon va demanar a George Martin que expliqués el funcionament de la tècnica ADT i MArtin va contestar amb la següent explicació "Ara escolta, és molt senzill. Agafem la imatge original i la dividim a través d'una doble brida vibradora que té una doble retroalimentació negativa". Lenon va pensar que Martin estava fent broma. Martin va contestar "Bé, tornem-ho a fer i veiem". A partir d'aquí, quan Lennon volia l'ADT demanava flanger a la seva veu, o volia "el flanger del Ken". Segons Lewisohn, la influència dels Beatles va significar que el terme flanger encara es fa servir actualment, més de cinquanta anys després. La primera cançó dels Beatles amb l'efecte flanger va ser "Tomorrow Never Knows" de Revolver, gravada el 6 d'abril de 1966. Quan Revolver es va publicar el 5 d'agost de 1966, gairebé totes les cançons tenien flanger.
Molts altres ho han atribuït a George Chkiantz, un enginyer dels Olympic Studios de Barnes, Londres. Un altre exemple del flanger en un enregistrament pop de l'era del rock és el single"Itchycoo Park"de Small Faces l'any 1967, enregistrat a Olympic Studios amb l'amic de Chikiants Glyn Johns com a enginyer.
El primer flanger estèreo s'atribueix al productor Eddie Kramer, a la coda de Bold as Love (1967) de Jimi Hendrix. Als 90 Kramer va dir que llegia les revistes de BBC Radiophonic Workshop per obtenir idees i diagrames de circuits.
L'any 1968, el productor musical de The Litter, el Warren Kendrick, va crear un mètode per a controlar amb molta precisió l'efecte flanger posant dues gravadores Ampex estèreo a 15 ips (polzades per segona) una al costat de l'altra. Es van desactivar les bovines de recollida de la gravadora A i de subministrament de la B i, també, es van desactivar el segon canal de la gravadora A, el primer canal de la B i el capçal d'esborrat d'aquesta última. La cinta anava d'esquerra a dreta per totes dues gravadors i s'enregistrava un senyal idèntica a cada canal, però amb una diferència d'unes 18 polzades a la cinta. Durant aquesta gravació, es posava un tornavís entre ambdues gravadors per a fer que la cinta passés per dalt i per baix. Es feia servir la mateixa configuració durant la reproducció i la mescla cap a una tercera gravadora. El tornavís es movia davant i enrere per a fer que els dos senyals es separessin i es tornessin a ajuntar. Això permet flanger amb punt zero, és a dir, el senyal amb retard creu el senyal principal i aquests intercanvien la posició.
Un efecte semblant al so d'un avió pot tenir lloc de manera natural en les emissions musicals de ràdio d'onada curta a llargues distàncies. En aquest exemple, els retards són causats pel temps variable de propagació de les ones de ràdio i les interferències dels múltiples camins de ràdio.

## Flangerartificial
Als anys setanta, els avenços en l'electrònica d'estat sòlid van fer que fos possible aconseguir l'efecte del flanger utilitzant tecnologia de circuits integrats. Els dispositius es divideixen en dues categories: analògics i digitals.
L'Eventide Instant Flanger de 1975 és dels primers exemples que tenim d'un aparell d'estudi capaç d'imitar el flanger de cinta fent servir cadenes de cubells (bucket-brigades) per a poder crear el retard d'àudio.
L'efecte de flanger en gairebé tots els flangers digitals moderns, es basa en la tecnologia DSP (processament digital del senyal).
El flanger també es pot crear utilitzant un ordinador.
L'efecte de flanger original de cinta té un so una mica diferent de les recreacions electròniques o informàtiques. No és només el temps del senyal que té un retard, sinó que també la resposta a diferents freqüències de la cinta també introdueixen desfasaments als senyals. Tot i que els pics i els talls del filtre de pinta son més o menys linears a la sèrie harmònica, també tenen cert comportament no-linear, cosa que causa que el timbre del flanger de cinta soni com una combinació del flanger i del phaser.

### Flangerde pal de barber
Conegut com a flanger infinit, aquesta il·lusió sonora és molt similar a l'efecte de Shepard i és equivalent a un "pal de barber" auditiu.
L'efecte de sweep (desplaçament) del so amb el flanger sembla que es mou infinitament en només una direcció (amunt o avall).
Mentre que els tons Shepard es creen generant una cascada de tons que van entrant i sortint gradualment mentre el to puja o baixa, el flanger de "pal de barber" fa servir una cascada de moltes línies de retard, fent que cadascuna entri progressivament i se'n vagi quan arriba al límit del temps de retard. Aquest efecte està disponible en diversos sistemes d'efecte: tant físics com softwares.

## Comparació amb el canvi de fase
El flanger és un tipus específic de phaser. Amb el canvi de fase, la senyal es passa per un o més filtres (all-pass filters) que tenen una resposta de fase no lineal i, després, s'afegeix un altre cop al senyal original. Això fa que hi hagin interferències constructives i destructives que canvien amb la freqüència, generant una sèrie de pics i talls an la resposta en freqüència del sistema. En general, la posició d'aquests pics i talls no apareixen seguint la sèrie harmònica.
En canvi, el flanger es basa en afegir el senyal a una còpia que té un retard que és uniforme en el temps. Això dona com a resultat un senyal amb pics i talls que sí que es disposen seguint la sèrie harmònica. Seguint amb la comparació de la pinta, el flanger  produeix un filtre de pinta amb punxes o dents espaiades de manera regular, mentre que el phaser genera un filtre de pinta amb aquestes punxes espaiades de manera irregular.
Amb el phaser i el flanger les característiques (la resposta de fase i retard temporal) varien en el temps, cosa que produeix un efecte de sweep. Per la oïda, aquests dos efectes son similars, però es poden reconèixer pel diferent color de cada efecte. S'acostuma a referir-se al flanger com un efecte amb una sonoritat semblant a un avió. Per a que l'efecte del filtre de pinta sigui audible, el contingut espectral ha de ser prou ric dins el rang de freqüències on es mou aquest filtre. L'efecte és més evident quan s'aplica a un material amb un contingut harmònic molt ric, i és encara més pronunciat quan s'aplica al soroll blanc o similar. Si es veu la resposta freqüencial d'aquest efecte amb un gràfic d'escala lineal, es pot observar una imatge similar a una pinta, per això se l'anomena filtre de pinta.